# Tomaspisinella callangana
Tomaspisinella callangana är en insektsart som beskrevs av Victor Lallemand 1949. Tomaspisinella callangana ingår i släktet Tomaspisinella och familjen spottstritar. Inga underarter finns listade i Catalogue of Life.